# Periș
Periş é uma comuna romena localizada no distrito de Ilfov, na região de Muntênia. A comuna possui uma área de 77.84 km² e sua população era de 6923 habitantes segundo o censo de 2007.